# Pila (Stubičke Toplice)
 Pila  falu Horvátországban Krapina-Zagorje megyében. Közigazgatásilag Stubičke Toplicéhez tartozik.

## Fekvése
Zágrábtól 17 km-re északra, községközpontjától  3 km-re délre a Horvát Zagorje területén a Medvednica parkerdő északi lejtőin a megye déli részén fekszik.

## Története
A településnek 1857-ben 199, 1910-ben 287 lakosa volt. Trianonig Zágráb vármegye Stubicai járásához tartozott. 2001-ben 210 lakosa volt.

## Külső hivatkozások
- Stubičke Toplice község honlapja
- Stubičke Toplice turisztikai honlapja